# Вузькоколійні залізниці Азербайджану
Вузькоколійні залізниці в Азербайджані — залізниці вузької колії в Азербайджані, які виконували роль під'їзного, технологічного та навчального виду транспорту. Крім залізниць широкої колії, які є одним з основних видів транспорту в Азербайджані, з кінця XIX-го по кінець XX-го ст. в Азербайджані експлуатувалося кілька вузькоколійних залізниць, в основному відомчого підпорядкування, будучи видом під'їзного транспорту, від виробників до залізниць загального призначення, частиною технологічним транспорту.
Першою вузькоколійною, і першою загалом, залізницею в Азербайджані, була побудована фірмою "Бр. Сіменс "промислова вузькоколійна залізниця в Кедабеці, яка з'єднувала мідні рудники і заводи, які належали фірмі «Бр. Сіменс». Більш детально — Кедабекська вузькоколійна залізниця.
За непідтвердженими даними, перша магістральна залізниця в Азербайджані, Баку — Сабунчі — Сурахани, з моменту побудови в 1880 р. до 1883 р. була також вузькоколійною.

## Вузькоколійні залізниці (ВЗ) загального користування
В Азербайджані єдиною вз загального користування, була побудована в 1942 р. вз Євлах — Агдам — Степанакерт. У 1978 році вона була перешита на широку колію 1520 мм.
- Колія — 914 мм.
- Протяжність — 106 км.
- Рік відкриття — 1942 р.
- Рік закриття (перешивки на широку колію) — 1978 р.(перешита)

## ВЗ нафтової промисловості
На початку 20-го ст. разом з будівництвом магістральних залізниць широкої колії, почалося інтенсивне будівництво вз. Більша частина призначалася для обслуговування нафтових родовищ в околицях Баку. Для обслуговування робочого персоналу нафтових промислів була побудована мережа вузькоколійної кінної залізниці — конки.

### Промислова ВЗ АзНафти
З часом для обслуговування збільшених потреб нафтової промисловості з 1924 р. почалося спорудження мережі — нафтопромислової вз АзНефті.
- Колія — 750 мм.
- Протяжність — 78 км.
- Рік відкриття — 1924 г.

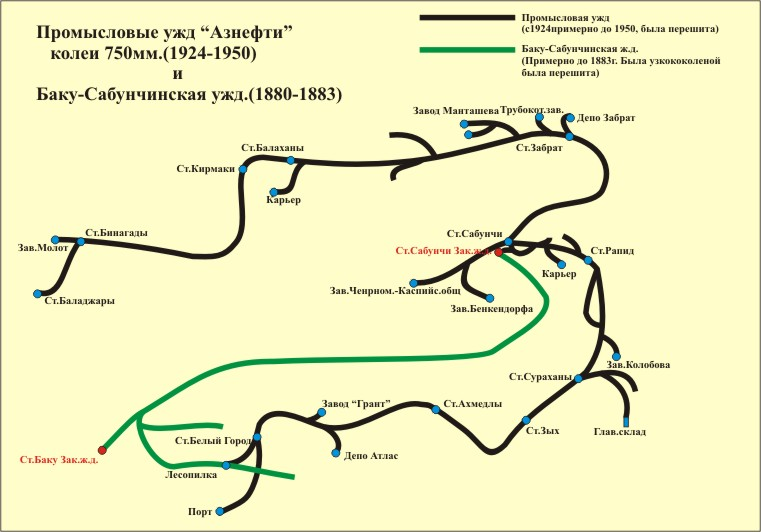
Карта промислових вз АзНафті

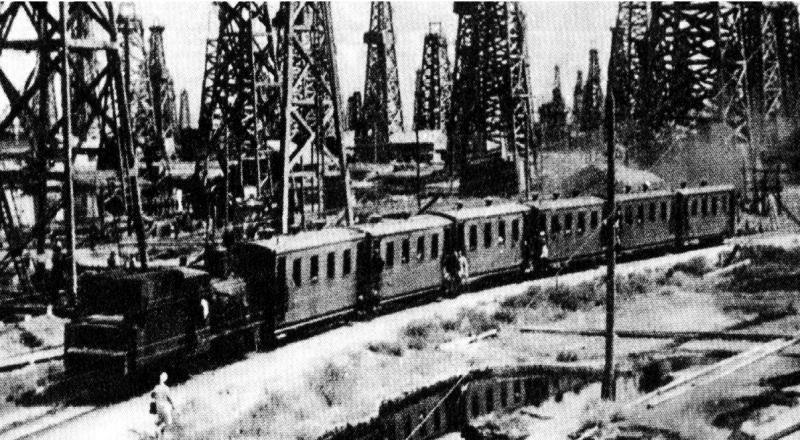
Потяг на промисловій вз АзНафті 1924

- Рік закриття (перешивки на широку колію) — 1976 г (перешита)

### ВЗ на Нафтових каменях
З освоєнням нафтових родовищ на морі, і спорудженням нафтовидобувних естакад у Каспійському морі — Нафтові Камні, для виконання технологічного процесу будівництва, а потім подальшого видобутку нафти, мережа вз була побудована на естакадах Нафтових каменів.
- Колія — 750 мм.
- Протяжність — 100 км.
- Рік відкриття — 1950 г.
- Рік закриття (перешивки на широку колію) — 1980 г. (закрита)

### ЗВ на п-ві Піраллахі
Також для нафтової промисловості була споруджена вузькоколійка на острові Піраллахи.
- Колія — невідомо
- Протяжність — невідомо
- Рік відкриття — 1912
- Рік закриття (перешивки на широку колію) — невідомо

### ВЗ південного заходу Баку
Для обслуговування нафтопромислів на західній околиці Баку, була побудована невелика за довжиною вз в районі селища Баілово і мису Нафталан.
- Колія — 750 мм.
- Протяжність — 2,5 км.
- Рік відкриття — 20-і рр. 20 в.
- Рік закриття (перешивки на широку колію) — кінець 50-х р.(закрита)

## ВЗ Міністерства сільського господарства
Для обслуговування потреб Міністерства Сільського Господарства Азербайджанської РСР, на північному сході Азербайджану в Хачмаському районі, на початку 50-х рр. була побудована вз від ст. Худат до сел. Набрань — Набраньська вузькоколійна залізниця.
- Колія — 750 мм.
- Протяжність — 84,5 км.
- Рік відкриття — 1950 р.
- Рік закриття (перешивки на широку колію) — 1990 р.(закрита)

Також для обслуговування потреб Шолларського водопроводу, в межах Хачмасського району була споруджена вз від ст. Худат до сел. Шоллар.
- Колія — 750 мм.
- Протяжність — 2 км.
- Рік відкриття — кінець 30-их р.
- Рік закриття (перешивки на широку колію) — середина 50-их р.

## Військово-польові вз
У період Першої світової війни, для обслуговування потреб Кавказького фронту, на турецькому театрі військових дій, була споруджена Макінська ВЗ колії 1060 мм, яка брала початок з селища Шахтахти в Нахічевані.
- Колія — 1060 мм.
- Протяжність — 300 км.
- Рік відкриття — 1914 р.
- Рік закриття (перешивки на широку колію) — 1920 г. (частково перешита)

## Інші вз
Для вивезення лісу і процесу лісодобичі, російськими компаніями на території Ірану, була споруджена значна мережа лісовізних вз, від ст. Джульфа на територію Південного Азербайджану.
- Колія — 750 мм.
- Протяжність — 1025 км.
- Рік відкриття — 1912 р.
- Рік закриття (перешивки на широку колію) — кінець 20-х рр.(закрита)

Так мережа шахтних вз невеликої довжини, як вид технологічного транпорту, була споруджена для обслуговування родовищ кухонної солі на горі Дуздаг, в Бабекському районі Нахічеваньської АР.
- Колія — 750 мм.
- Протяжність — невідомо.
- Рік відкриття — невідомо.
- Рік закриття (перешивки на широку колію) — діє.

## ДВЗ
Для навчання підростаючого покоління, прищеплення любові до залізниць та вироблення професійних навичок (як в цілому по СРСР, так і в Азербайджані) були побудовані дитячі залізниці в Баку — відкрита в 1947 році, в Нахвчевані — 1977 році. В кінці 40-х поч. 50-х планувалося будівництво ДЖД в Ґянджі, але план здійснено не було.
- Бакинська дитяча залізниця
- Нахічеванська дитяча залізниця